# Córrego Campo Grande
Córrego Campo Grande är ett vattendrag i Brasilien.   Det ligger i delstaten Paraná, i den södra delen av landet, 1 000 km söder om huvudstaden Brasília.
I omgivningarna runt Córrego Campo Grande växer i huvudsak städsegrön lövskog. Runt Córrego Campo Grande är det glesbefolkat, med 11 invånare per kvadratkilometer.